# Porto Amazonas
Porto Amazonas là một đô thị thuộc bang Paraná, Brasil. Đô thị này có diện tích 186,575 km², dân số năm 2007 là 4341 người, mật độ 25,3 người/km².